# مسلم اسکندر فیلابی
مسلم اسکندر فیلابی (زادهٔ ۶ فروردین ۱۳۲۳) کشتی‌گیر بازنشسته و فعال سیاسی ایرانی است. وی پرچم‌دار کاروان ورزشی ایران در بازی‌های آسیایی ۱۹۷۴ بود و در هر دو رشتهٔ فرنگی و آزاد در دستهٔ فوق سنگین به قهرمانی رسید. فیلابی دارندهٔ ۴ مدال طلا در بازی‌های آسیایی است که پرافتخارترین کشتی‌گیر ایرانی در بازی‌های آسیایی محسوب می‌شود.
فیلابی همچنین در سه دورهٔ المپیک ۱۹۶۸ مکزیکوسیتی، ۱۹۷۲ مونیخ و ۱۹۷۶ مونترآل حضور داشت که در ۱۹۷۲ چهارم شد و در ۱۹۷۶ نیز
پرچم‌دار ایران بود و به مقام هفتم دست یافت.
فیلابی پس از انقلاب وارد مبارزهٔ سیاسی برای سرنگونی جمهوری اسلامی شد و به شورای ملی مقاومت و سازمان مجاهدین خلق پیوست. او هم‌اکنون مسئول کمیسیون ورزش شورای ملی مقاومت است و در حال حاضر در ایالت ویرجینیا در ایالات متحدهٔ آمریکا به همراه همسر و فرزندان خود زندگی می‌کند.